# Бондаренко, Пётр Кузьмич
Пётр Кузьмич Бондаренко (12 сентября 1915 г., с. Чернянка Белгородской обл. — 22 июня 1992 г., Луганск) — советский и украинский художник-живописец и монументалист; член Союза художников Украины, член Союза художников СССР.

## Биография
Пётр Кузьмич Бондаренко родился в с. Чернянка Курской губернии (ныне Белгородская область).
Окончил «Стройуч» в Ленинграде в 1934 г. Учился в Академии барона Штиглица (ныне Санкт-Петербургская художественно-промышленная академия имени А. Л. Штиглица) (1935—1939). Преподаватели по специальности — Николай Андреевич Тырса, Василий Яковлевич Берингер, Н.Янкин, Г.Эфрос. По окончании учёбы распределён для работы в Москву.
Участник ВОВ, был в плену. После побега воевал в партизанском отряде. Участник сопротивления г. Тессендерло, с. Дюйрн, г. Дист, Бельгия. Награжден медалями, орденом Отечественной войны II степени.
С 1945 г. жил в г. Ворошиловграде (с 1990 — Луганск). Работал в области станковой и монументально-декоративной живописи. Автор многочисленных пейзажей и жанровых полотен. В последние годы создавал серию картин, посвящённых истории Руси. Появились произведения: «Ярославна», триптих «Слово о земле русской».
Участник различных художественных выставок: областной (1951 г.), республиканской (1957 г.), всесоюзной (1960 г.) — декада УССР в Москве. Персональные выставки — 1968 г. и 1985 г.
Произведения хранятся в Луганском областном ХМ и частных коллекциях Украины и других стран.

## Творчество
Некоторые работы художника:
росписи и мозаики: роспись плафона «Триумф шахтерского труда» в Доме техники (1955, соавторы И.Панич, Е.Полонский); декоративные панно «Творцы» в Дворце культуры строителей Ворошиловграда (1960—1962, соавторы И.Панич, Е.Полонский); мозаика «Шахтер» (1961); мозаика «Героическом комсомолу — слава!» в Доме культуры «Юность», Молодогвардейск Ворошиловградской области (1963); «Ворошиловградщина» (1965); «Нептун» (1965); «Земля донецкая» (1969); «Солнышко» (1970); «Крылья» (1982);
картины: «Автопортрет» (1946), «Последние цыгане» (1956), «Исследователь недр Донбасса Л. И. Лутугин» (1957), «Голубая весна» (1958), «У пирса» (1959), «Годы молодые» (1960), «Від могили Тараса» (1961), «Среди цветов» (1962), «Гамалия» (1964), «Девушка в красном» (1964), «Советский паспорт» (по В. Маяковскому, 1965), «Пролетарский гимн» (1967), «Кузнецы» (1960—1970), «Портрет Фрунзе», «Сергей Есенин».